# Guilhem Fabre
Pour les articles homonymes, voir Guilhem Fabre (pianiste) et Fabre.
Guilhem Fabre né le 21 octobre 1951 dans le Vaucluse, sinologue et socio-économiste, est professeur à la Faculté des affaires internationales de l'université du Havre et membre de l'Institut Universitaire de France.

## Publications
- Révo. cul. dans la Chine pop. : anthologie de la presse des gardes rouges, 1966-1967 (dir.), Paris, Éditions 10/18, 1974.
- Genèse du pouvoir et de l’opposition en Chine : le printemps de Yan’an, 1942, Paris, L’Harmattan, 1990, 206 p[4].
- Les prospérités du crime : trafic de stupéfiants, blanchiment et crises financières dans l'après Guerre froide. Paris : UNESCO/ Éditions de l'Aube, 1999. [Édition chinoise : Fanzui zhi fu : duping zousi, xiqian yu lengzhanqi hou de jingrong weiji 犯罪致富：毒品走私， 洗钱与冷战期后的金融危机 2002. Beijing : Shehui kexue wenxian chubanshe, 2002 ; Édition anglaise : Criminal Prosperity : Drug Trafficking, Money Laundering and Financial Crises after the Cold War. London/New York : Routledge/Curzon, 2003].